# Col du Glandon
Col du Glandon (1.924 m.o.h.) er et bjergpas i Frankrig. Col du Glandon er en del af Dauphiné-Alperne. Det ligger i departementet Savoie og krydses af landevejen D927. Det forbinder Maurienne-dalen med Romanche-dalen. Romanche-dalen ligger i Isère-departementet. Bjergpassets højeste punkt ligger i Savoie-departementet. Glandon-passet forbinder byen La Chambre i Maurienne-dalen med byen Allemont i Romanche-dalen.
Passet blev åbnet i 1898 og forbundet til Col de la Croix-de-Fer i 1912. Fra toppen af passet forløber vejen til Romanche-dalen ad samme landevej som passet Col de la Croix-de-Fer via rute D526 til byen Allemont.
Passet er vinterlukket og som regel åbent fra midt i maj til slutningen af oktober.
Tæt ved passets højeste punkt ligger søen Lac de Grand-Maison, som er vandreservoir for Frankrigs (og blandt Europas) - per 2019 - mest effektfulde vandkraftværk. Vandkraftværket Grand’Maison har effekt på 1.820 MW fra i alt 12 vandturbiner.

## Galleri
- Første skilt med stigningens data i byen La Chambre
- Lac de Grand-Maison
- Mont Blanc i horisonten